# 博氏石鈎鯰
博氏石鈎鯰為輻鰭魚綱鯰形目甲鯰科的其中一種，為熱帶淡水魚，分布於南美洲蓋亞那Ireng河流域，體長可達5.9公分，棲息在砂石底質的溪流底層水域，生活習性不明。

## 扩展阅读
維基物種上的相關：博氏石鈎鯰